# Hannopil (obwód chmielnicki)
Hannopil (ukr. Ганнопіль; pol. hist. Annopol) – wieś na Ukrainie, w obwodzie chmielnickim, w rejonie sławuckim. W 2015 roku liczyła 804 mieszkańców.

## Historia
Miejsce ostatnich lat życia księdza Marka, kapelana konfederacji barskiej.
Po rozbiorach miejscowość znalazła się w guberni wołyńskej, w powiecie zwiahelskim. Po 1831 roku należący do księcia Stanisława Jabłonowskiego, obejmujący 726 osób majątek został sekwestrowany przez władze zaborcze.
Podczas okupacji hitlerowskiej, w listopadzie 1941 roku Niemcy utworzyli getto dla żydowskich mieszkańców. Przebywało w nim około 200 osób. 2 marca 1942 roku Niemcy zlikwidowali getto, a Żydów wywieziono do getta w Sławucie. 

## Zabytki
W Hannopilu znajdują się ruiny pałacu wzniesionego przed 1757 rokiem przez księcia Antoniego Barnabę Jabłonowskiego (1732–1799), męża księżnej Anny Sanguszkówny (1739–1765), herbu Pogoń Litewska. Pałac otoczony był rozległym parkiem z okazami dębów, jesionów, lip. Obiekt pozbawiony opieki kolejnych właścicieli zamienił się w ruinę. Część pałacu zniszczonego przez pożar rozebrano. Druga część, która przetrwała I i II wojnę światową nie przypominała pierwotnego założenia. Na początku XIX wieku pałac został przebudowany na styl romantyczny.